# Torneo de Tokio 2019
El Rakuten Japan Open Tennis Championships 2019 fue un torneo de tenis perteneciente al ATP Tour 2019 en la categoría ATP World Tour 500. El torneo tuvo lugar en la ciudad de Tokio (Japón) desde el 30 de septiembre hasta el 6 de octubre de 2019 sobre canchas duras.

## Distribución de puntos
| Modalidad            | Campeón | Finalista | Semifinales | Cuartos de final | 2.ª ronda | 1.ª ronda | Clasificados | 2.ª ronda de clasificación | 1.ª ronda de clasificación |
| Individual masculino | 500     | 330       | 200         | 100              | 50        | 0         | 25           | 13                         | 0                          |
| Dobles masculino     | 500     | 300       | 180         | 90               | –         | –         | 45           | 25                         | 0                          |

## Cabezas de serie

### Individuales masculino
| Tenista        | Ranking | Preclasificado |
| Novak Djokovic | 1       | 1              |
| Borna Ćorić    | 14      | 2              |
| David Goffin   | 15      | 3              |
| Benoît Paire   | 23      | 4              |
| Lucas Pouille  | 24      | 5              |
| Marin Čilić    | 28      | 6              |
| Taylor Fritz   | 30      | 7              |
| Álex de Miñaur | 31      | 8              |

- Ranking del 23 de septiembre de 2019.[2]

### Dobles masculino
| Tenista                              | Ranking | Preclasificado |
| Marcel Granollers Horacio Zeballos   | 12      | 1              |
| Nicolas Mahut Édouard Roger-Vasselin | 35      | 2              |
| Rajeev Ram Joe Salisbury             | 39      | 3              |
| Mate Pavić Bruno Soares              | 39      | 4              |

## Campeones

### Individual masculino
Novak Djokovic venció a  John Millman por 6-3, 6-2

### Dobles masculino
Nicolas Mahut /  Édouard Roger-Vasselin vencieron a  Nikola Mektić /  Franko Škugor por 7-6(9-7), 6-4